# Ozarba transversa
Ozarba transversa är en fjärilsart som beskrevs av Arnold Pagenstecher 1907. Ozarba transversa ingår i släktet Ozarba och familjen nattflyn. Inga underarter finns listade i Catalogue of Life.